# Deng Yanda
Deng Yanda (chino simplificado: 邓演达; chino tradicional: 鄧演達; pinyin: Dèng Yǎndá;, 1 de marzo de 1895 - 29 de noviembre de 1931) fue un oficial militar en el Partido Nacionalista Chino. Rompió con los líderes del partido en 1927, denunciándolos como traidores a los principios originales del partido y en 1930 intentó formar un nuevo partido, que llamó el Comité de Acción Provisional del Partido Nacionalista Chino o Tercer Partido. Más tarde se le cambió el nombre al Partido Democrático de Campesinos y Obreros de China. En 1931 fue condenado por traición por el gobierno nacionalista y ejecutado en secreto. Hoy, Deng es reconocido como un mártir revolucionario por la República Popular de China.

## Creencias políticas
Los puntos de vista de Deng eran socialistas, pero después de dejar a los nacionalistas, no se alineó con otros partidos, insistiendo en que la revolución de China no debería ser retenida para satisfacer las necesidades de la Unión Soviética o la Internacional Comunista.  Después de la muerte de Deng, su partido apoyó al efímero Gobierno Popular de Fujian, que se opuso a Chiang Kai-shek y buscó una alianza con los comunistas chinos. El partido finalmente se convirtió en uno de los ocho partidos no comunistas legales en la República Popular China, donde Deng ahora es reconocido como un "Mártir Revolucionario". Aunque los puntos de vista de Deng a veces se identifican con los de Soong Ching-ling, la viuda de Sun Yat-sen, Soong no se unió a Deng.
- Datos: Q837818
- Multimedia: Deng Yanda / Q837818